# 충남반도체마이스터고등학교
충남반도체마이스터고등학교(忠南半導體마이스터高等學校)는 대한민국 충청남도 예산군 예산읍 관작리에 있는 공립 고등학교이다.

## 학교 연혁
- 1974년 1월 5일 : 예산중앙고등학교 설립 인가 (9학급)
- 1974년 3월 11일 : 개교 및 입학식 거행
- 1989년 12월 29일 : 본관 1차 준공(25실)
- 1990년 3월 1일 : 예산중앙종합고등학교로 교명 변경
- 1991년 3월 1일 : 18학급으로 학칙 개정(전자과 6, 전자계산기과 9, 통신과 3)
- 1992년 9월 7일 : 실습1동 준공(8실)
- 1993년 3월 1일 : 예산공업고등학교로 교명 변경
- 1997년 7월 26일 : 실습2동 준공
- 2000년 3월 1일 : 예산전자공업고등학교로 교명 변경
- 2001년 2월 26일 : 특성화고등학교 지정(산업전자과 9, 컴퓨터전자과 9, 정보통신과 6)
- 2023년 9월 1일 : 제21대 여원구 교장 부임
- 2023년 9월 21일 : 반도체 분야 마이스터고 선정
- 2024년 1월 5일 : 제48회 졸업식
- 2024년 3월 1일 : 12학급으로 학칙 변경 (정보통신과 5, 전기제어과 3, 디지털전자과 3, 특수학급 1)
- 2024년 3월 4일 : 제51회 입학식
- 2025년 3월 1일 : 제22대 이종한 교장 부임

## 설치 학과
- 전기제어과
- 정보통신과
- 디지털전자과

## 참고 자료
- 충남반도체마이스터고등학교 - 한국교육학술정보원 학교알리미